# Aeroplane
Ne doit pas être confondu avec Aéroplane.
Singles de Red Hot Chili Peppers
My Friends
(1995) Coffee Shop
(1996)
Aeroplane est une chanson des Red Hot Chili Peppers, extraite de leur album One Hot Minute sortie en 1995.

## Historique
La chanson a été inspirée par une chanson de gospel, Jesus Is My Aeroplane, que les membres du groupe avaient entendue. 
Les opinions des fans divergent quant à la signification des paroles de la chanson. Certains considèrent que la chanson parle de la musique et comment elle permet aux membres de s'élever, de s'évader, alors que d'autres y voient une allusion aux drogues. Dans son autobiographie, Anthony Kiedis raconte que cette chanson, comme beaucoup d'autres sur l'album, a été écrite à l'époque où il replongeait dans la drogue après en avoir été débarrassé pendant plus de cinq ans. Il a gardé le secret concernant sa prise de drogues mais a déclaré qu'il était surpris que personne ne l'ait su au vu de certaines paroles de la chanson, comme « Someone better slap me ... before I start to decompose ». Quant au passage « My melancholy baby the star of mazzy must push her voice inside of me », il se réfère au groupe Mazzy Star et à sa chanteuse Hope Sandoval.
Le clip vidéo présente la fille de Flea en compagnie du reste de sa classe du jardin d'enfants.